# Godzilla (film, 1998)
Pour les articles homonymes, voir Godzilla (homonymie).
Pour plus de détails, voir Fiche technique et Distribution.
Godzilla est un film américain réalisé par Roland Emmerich et sorti en 1998. Il s'agit du 23e film mettant en scène le kaijū Godzilla du studio japonais Tōhō. Il s'agit du premier film américain avec Godzilla.
À sa sortie, le film reçoit des critiques presse globalement négatives. Il récolte cependant 379 millions de dollars au box-office mondial, pour un budget de production estimé 130 et 150 millions avec des coûts de marketing 80 millions. Malgré des bénéfices, il est considéré comme un échec commercial,. Cela remet donc en cause les suites prévues. À la place, le film a droit à une « suite » télévisée avec la série d'animation Godzilla, la série (Godzilla The Series), diffusée entre 1998 et 2000.

## Synopsis
Dans les années 1960, des essais nucléaires français ont lieu aux alentours de l'archipel des Tuamotu. Ils entrainent la mutation d'un sphenodon,. Trente ans plus tard, la créature monstrueuse attaque un cargo japonais croisant dans le Pacifique Sud. Le seul rescapé est transporté à Papeete, où il est interrogé par des agents de la DGSE. Le vieil homme murmure le nom de « Gojira », d'après une ancienne légende japonaise. Au même moment, Nick Tatopoulos, un jeune scientifique américain travaillant pour la Commission de réglementation nucléaire des États-Unis, est prié d'abandonner ses recherches sur les vers de terre de Tchernobyl pour se rendre avec un groupe de militaires à Panama. Il découvre les gigantesques empreintes du monstre, qui a traversé le golfe et piétiné un village pour se rendre dans l'océan Atlantique.
La créature ne tarde pas à refaire parler d'elle, en engloutissant plusieurs navires. Les militaires, sous les ordres du colonel Hicks, essayent de découvrir le lieu vers lequel elle semble se diriger. Il s'agit de New York, sur la côte est. Tatopoulos émet l'hypothèse d'un représentant d'une nouvelle espèce biologique, ayant muté sous l'effet de radiations. New York est rapidement placé en état de siège par l'armée, qui ne réussit pas, malgré son important déploiement, à stopper le monstre reptilien. Tatopoulos découvre que la bête est sur le point de pondre une centaine d'œufs dans les sous-sols de la ville. Ses informations sont volées par son ex-fiancée, la journaliste Audrey Timmonds, qui en fait un reportage dans l'espoir d'impressionner son patron. Exclu de l'armée américaine, le scientifique est bientôt récupéré par l'agent Philippe Roaché, des services secrets français, qui veut trouver le nid de Godzilla pour l'anéantir. L'armée tente, de son côté, de tuer une nouvelle fois le monstre. À la suite d'un combat contre des sous-marins, la créature est apparemment vaincue par l'armée.
Alors que Tatopoulos et Roaché pénètrent dans le repaire du monstre, ils sont suivis par Audrey et son associé, Victor « Animal » Palotti, qui veulent faire un reportage sur le nid de Godzilla. Juste à ce moment-là, les œufs du monstre éclosent les uns après les autres, donnant naissance à une armée de petits kaijū affamés. Avec les moyens du bord, les quatre compagnons diffusent en direct les images du nid et informent Hicks de son emplacement, le Madison Square Garden. Ce dernier envoie les avions F-18 bombarder le nid, en laissant le temps aux protagonistes de s'échapper. Alors que le nid est détruit et que les héros sont sur le point de partir, Godzilla, qui a survécu aux torpilles, émerge du sol. En voyant sa progéniture anéantie, la créature entre dans une colère noire et poursuit les héros. Après une course-poursuite en taxi (au cours de laquelle Godzilla ravage la moitié de Park Avenue), ils parviennent à prendre au piège le monstre qui, de par sa taille, s'empêtre dans les câbles du pont de Brooklyn. Les F-18 bombardent le géant qui s'écroule dans une longue et tragique agonie. Nick se rapproche de la créature, qui le dévisage, agonisante. C'est ainsi que Godzilla s'éteint, puis que Nick se remet avec Audrey. Cependant, un œuf a échappé au chaos.

## Fiche technique
- Titre : Godzilla
- Réalisation : Roland Emmerich
- Scénario :  Dean Devlin et Roland Emmerich, d'après une histoire de Dean Devlin, Roland Emmerich, Ted Elliott et Terry Rossio
- Musique : David Arnold
- Photographie : Ueli Steiger (en)
- Montage : Peter Amundson et David Siegel
- Effets spéciaux : Volker Engel (en), Patrick Tatopoulos, Karen E. Goulekas et Clay Pinney
- Décors : Oliver Scholl
- Costumes : Joseph A. Porro
- Production : Dean Devlin, Kelly Van Horn, Peter Winther, Roland Emmerich, Ute Emmerich et William Fay
- Sociétés de production : Centropolis Film Productions, Fried Films, Independent Pictures, TriStar avec la participation de Tōhō
- Budget : 130 millions de dollars[5]
- Pays de production :  États-Unis,  Japon
- Langues originales : anglais et français
- Format : Couleurs - 2,39:1 - DTS / Dolby Digital / SDDS - 35 mm
- Genre : action, science-fiction, catastrophe
- Durée : 140 minutes
- Dates de sortie :
  - États-Unis : 18 mai 1998 (première mondiale à New York), 20 mai 1998 (sortie nationale)
  - Canada : 20 mai 1998
  - France : 16 septembre 1998

## Distribution
- Matthew Broderick (VF : Jean-Pierre Michaël ; VQ : Antoine Durand) : Dr Nick Tatopoulos
- Jean Reno (VF : lui-même ; VQ : Guy Nadon) : Philippe Roaché
- Maria Pitillo (VF : Sybille Tureau ; VQ : Christine Bellier) : Audrey Timmonds
- Hank Azaria (VF : Gabriel Le Doze ; VQ : Alain Zouvi) : Victor « Animal » Palotti
- Kevin Dunn (VF : Jean-Claude Donda ; VQ : Louis-Georges Girard) : le colonel Hicks
- Michael Lerner (VF : Mario Santini ; VQ : Aubert Pallascio) : le maire Ebert
- Harry Shearer (VF : Serge Blumenthal ; VQ : Jean-Marie Moncelet) : Charles Caiman
- Doug Savant (VF : Jean-François Vlérick ; VQ : Benoît Rousseau) : le sergent O’Neal
- Arabella Field (VQ : Violette Chauveau) : Lucy Palotti
- Vicki Lewis (VF : Anne Deleuze) : Dr Elsie Chapman
- Malcolm Danare : Dr Mendel Craven
- Lorry Goldman (VF : Yves Beneyton ; VQ : Luis de Cespedes) : Gene, l'assistant du maire
- Greg Callahan : le gouverneur de la ville de New York
- Chris Ellis (VF : Philippe Dumond) : le général Anderson
- Richard Gant : l'amiral Phelps
- Stephen Xavier Lee : le lieutenant Anderson
- David Pressman (VF : Régis Ivanov) : le capitaine du sous-marin Anchorage
- Christopher Carruthers (VF : Éric Etcheverry) : Radio Delta 9
- Nicholas J. Giangiulio (VF : Patrick Mancini ; VQ : Éric Gaudry) : Ed, l'ingénieur de WIDF News
- Christan Aubert : Jean-Luc
- Philippe Bergeron : Jean-Claude
- Frank Bruynbroek : Jean-Pierre
- François Giroday : Jean-Philippe[6]
- Nancy Cartwright : la secrétaire de Caiman
- Lola Pashalinski : la pharmacienne
- Ralph Manza (en) (VF : René Morard) : Joe, le vieux pêcheur
- Leonard Termo (en) (VF : Michel Tugot-Doris) : le premier SDF
- Lee Weaver (en) : le deuxième SDF
- Lloyd Kino : le rescapé japonais
- Jérémie Golfier : un jeune garçon
- Glenn Morshower : Kyle Terrington
- Robert Lesser : Murray
- Al Sapienza : le chauffeur de taxi

## Production

### Développement
Dans les années 1980, le réalisateur américain Steve Miner reçoit une « permission spéciale » de la Tōhō pour produire un film américain mettant en scène Godzilla. Avec l'illustrateur William Stout et le scénariste Fred Dekker, il tente de mettre sur pied le projet. Malheureusement, aucun studio américain ne veut investir,.
En 1992, TriStar acquiert les droits de Godzilla auprès de la Tōhō en vue de produire une trilogie. Les scénaristes Ted Elliott et Terry Rossio sont alors engagés. Ils livrent leur script final en 1994. Quelques mois plus tard, Jan de Bont est choisi comme réalisateur et débute la préproduction du film, prévu pour sortir à l'été 1996. Le réalisateur quitte finalement le projet après le refus de TriStar de lui allouer un budget de 100 à 120 millions de dollars.
Peu de temps avant la sortie en salles de Independence Day, le réalisateur Roland Emmerich et le producteur Dean Devlin signent pour reprendre le projet, à condition qu'ils puissent y apporter leurs propres idées. Ils réécrivent presque en intégralité le script initial de Ted Elliott et Terry Rossio. Seules quelques séquences, comme le naufrage des bateaux de pêche et l'affrontement de Godzilla avec des sous-marins, sont gardées. Écologiste et antinucléaire convaincu[réf. nécessaire], Roland Emmerich décide d'y inclure des éléments liés aux essais nucléaires français, sans doute en réaction à la reprise des essais nucléaires à Moruroa, en Polynésie française, sur ordre de Jacques Chirac après son élection en 1995,. De son propre aveu, Emmerich est peu amateur de Godzilla et fait radicalement changer le design par Patrick Tatopoulos, pour en faire une créature plus rapide et agile. Bien que choquée par le nouveau design, la Tōhō l'approuve, ce qui lance la production.

### Attribution des rôles
En plus d'inclure des allusions aux essais nucléaires français, Roland Emmerich a l'idée d'engager l'acteur français Jean Reno qui refuse alors le rôle de l'Agent Smith dans le film Matrix. Quant au rôle principal, celui du Dr Niko Tatopoulos, Roland Emmerich a directement pensé à l'acteur Matthew Broderick. Matthew Broderick et Jean Reno avaient autrefois tous deux prêté leurs voix pour le film Le Roi lion : Matthew Broderick y doublait Simba adulte en version originale tandis que Jean Reno doublait Mufasa en version française.
Pour le rôle d'Audrey Timmonds, le premier choix était Sarah Jessica Parker qui le refusera. D'autres actrices comme Jennifer Aniston, Jennifer Connelly, Parker Posey, Winona Ryder et Renée Zellweger étaient sollicitées pour le même rôle.
Le personnage du maire Ebert et de son assistant Gene sont respectivement incarnés par Michael Lerner et Lorry Goldman : ces acteurs furent choisis en raison de leurs ressemblances physiques avec les célèbres critiques de cinéma Roger Ebert et Gene Siskel (d'autant[pas clair] les références envers ces critiques sont évidentes, notamment le fameux thumb up) qui éreintèrent les précédentes réalisations d'Emmerich, Stargate et Independence Day. Il s'agit d'une vengeance : les personnages sont calculateurs et prennent de mauvaises décisions,.

### Tournage
Le tournage débute en mai 1997 à New York. Alors que le tournage se déroule à Jersey City, une puissante tornade arrive sur la ville. Cependant, l'équipe décide d'en tirer parti et filme certaines images après le passage de la tornade, qui seront très utiles en postproduction.

### Bande originale
La musique du film est composée par David Arnold. Cependant, la plupart des titres présents sur l'album commercialisé par Epic sont des chansons d'artistes rap-rock. Le titre Come with Me, qui reprend un sample de Kashmir de Led Zeppelin, connaitra un énorme succès en single[réf. nécessaire]. Deeper Underground sera aussi un bon succès dans le monde. Certaines chansons absentes de la bande originale peuvent être entendues dans le film, comme la chanson Shinshoku - Lose Control du groupe japonais L'Arc-en-Ciel, lors de la scène de l'attaque du cargo japonais.
| Liste des titres | Liste des titres                | Liste des titres         | Liste des titres | Liste des titres | Liste des titres | Liste des titres | Liste des titres | Liste des titres | Liste des titres |
| No               | Titre                           | Interprète(s)            | Durée            |                  |                  |                  |                  |                  |                  |
| ---------------- | ------------------------------- | ------------------------ | ---------------- | ---------------- | ---------------- | ---------------- | ---------------- | ---------------- | ---------------- |
| 1.               | Heroes                          | The Wallflowers          | 3:56             |                  |                  |                  |                  |                  |                  |
| 2.               | Come With Me                    | Puff Daddy, Jimmy Page   | 6:06             |                  |                  |                  |                  |                  |                  |
| 3.               | Deeper Underground              | Jamiroquai               | 4:42             |                  |                  |                  |                  |                  |                  |
| 4.               | No Shelter                      | Rage Against the Machine | 4:03             |                  |                  |                  |                  |                  |                  |
| 5.               | Air                             | Ben Folds Five           | 3:20             |                  |                  |                  |                  |                  |                  |
| 6.               | Running Knees                   | Days Of The New          | 3:41             |                  |                  |                  |                  |                  |                  |
| 7.               | Macy Day Parade                 | Michael Penn             | 4:18             |                  |                  |                  |                  |                  |                  |
| 8.               | Walk The Sky                    | Fuel                     | 3:17             |                  |                  |                  |                  |                  |                  |
| 9.               | A320                            | Foo Fighters             | 5:44             |                  |                  |                  |                  |                  |                  |
| 10.              | Brain Stew (The Godzilla Remix) | Green Day                | 3:57             |                  |                  |                  |                  |                  |                  |
| 11.              | Untitled                        | Silverchair              | 3:31             |                  |                  |                  |                  |                  |                  |
| 12.              | Out There                       | Fuzzbubble               | 2:48             |                  |                  |                  |                  |                  |                  |
| 13.              | Undercover                      | Joey DeLuxe              | 5:11             |                  |                  |                  |                  |                  |                  |
| 14.              | Opening Titles                  | David Arnold             | 2:42             |                  |                  |                  |                  |                  |                  |
| 15.              | Looking For Clues               | David Arnold             | 1:48             |                  |                  |                  |                  |                  |                  |
| 59:04            |                                 |                          |                  |                  |                  |                  |                  |                  |                  |

## Accueil

### Accueil critique
Le film reçoit des critiques globalement négatives dans la presse. Sur l'agrégateur américain Rotten Tomatoes, le film récolte 16 % d'opinions favorables pour 77 critiques. Sur Metacritic, il obtient une note moyenne de 32⁄100 pour 23 critiques.

### Box-office
Le film récolte plus de 379 millions de dollars au box-office, dont 136 millions sur le sol américain (10e meilleur résultat selon le box-office annuel nord-américain). En France, il attire 2,9 millions de spectateurs en salles soit le 14e meilleur résultat du box-office national annuel.
Cependant, le film est considéré comme un échec commercial en raison des dépenses du studio, en budget de production et de marketing. Selon The Wall Street Journal, le film devait générer plus de 240 millions sur le sol américain pour être considéré comme un succès. Les chiffres de Godzilla remettront en cause les projets de suites,.
| Pays ou région     | Box-office        | Date d'arrêt du box-office | Nombre de semaines |
| ------------------ | ----------------- | -------------------------- | ------------------ |
| États-Unis, Canada | 136 314 294 $     | 16 juillet 1998            | 9                  |
| France             | 2 917 195 entrées | -                          | -                  |
| Total mondial      | 379 014 294 $     |                            |                    |

## Distinctions

### Récompenses
- Prix du cinéma européen 1998 :
  - People's Choice Award des prix du cinéma européen
  - People's Choice Award du meilleur réalisateur pour Roland Emmerich
- Razzie Awards 1998 : plus mauvais remake et du plus mauvais second rôle féminin (Maria Pitillo)
- BMI Film Music Awards 1999 pour David Arnold

### Nominations
- Festival de Cannes 1998 : Hors compétition, film de clôture
- Razzie Awards 1998 : pire film, pire réalisateur et plus mauvais scénario
- Saturn Awards 1999 : meilleur film fantastique et meilleur réalisateur[27]

## Autour du film
Le film ne s'inspire que très vaguement du film Godzilla réalisé en 1954 par Ishirō Honda. À la suite des mauvaises critiques accueillant le film, la créature de ce dernier fut surnommée G.I.N.O. (Godzilla In Name Only) et Zilla au Japon.
La trilogie initialement prévue par Sony Pictures Entertainment fut annulée après la sortie de ce film. Une série animée, Godzilla, la série, a vu le jour de 1998 à 1999, faisant office de suite au film d'Emmerich. Elle reçut d'ailleurs de meilleures critiques que le film, et son protagoniste (le seul descendant de la créature du film) a été beaucoup plus apprécié des fans, car plus proche du Godzilla originel.
Tōhō profite de l'échec critique pour réaliser la saga millénium (Godzilla 2000, Godzilla X Megaguirus, Godzilla, Mothra and King Ghidorah: Giant Monsters All-Out Attack, Godzilla X Mechagodzilla, Godzilla, Mothra, Mechagodzilla: Tokyo S.O.S. et Godzilla: Final Wars).
Avec le recul, Roland Emmerich regrette de ne pas avoir eu plus de temps pour faire une projection-test du film, et l'améliorer en conséquence.